# اولوستفر
اولوستفر شهرکی کوچک در دهستان سوره-یانی در استان ویلیاندی واقع در مرکز کشور استونی است. جمعیت این منطقه مسکونی ۴۶۵ نفر است. این شهرک از سال ۱۹۰۱ میلادی دارای راه آهن است.